# Distenia carinata
Distenia carinata är en skalbaggsart som beskrevs av Jean François Villiers 1959. Distenia carinata ingår i släktet Distenia och familjen långhorningar. Inga underarter finns listade i Catalogue of Life.